# چاک کوپر (بازیگر)
چاک کوپر (انگلیسی: Chuck Cooper؛ زادهٔ ۸ نوامبر ۱۹۵۴) بازیگر اهل ایالات متحده آمریکا است.
از فیلم‌ها یا برنامه‌های تلویزیونی که وی در آن نقش داشته‌است می‌توان به توفند، فصل ۲۷، پارتیزان و تیک، تیک… بوم! اشاره کرد.